# مقاطعة تشايلدريس (تكساس)

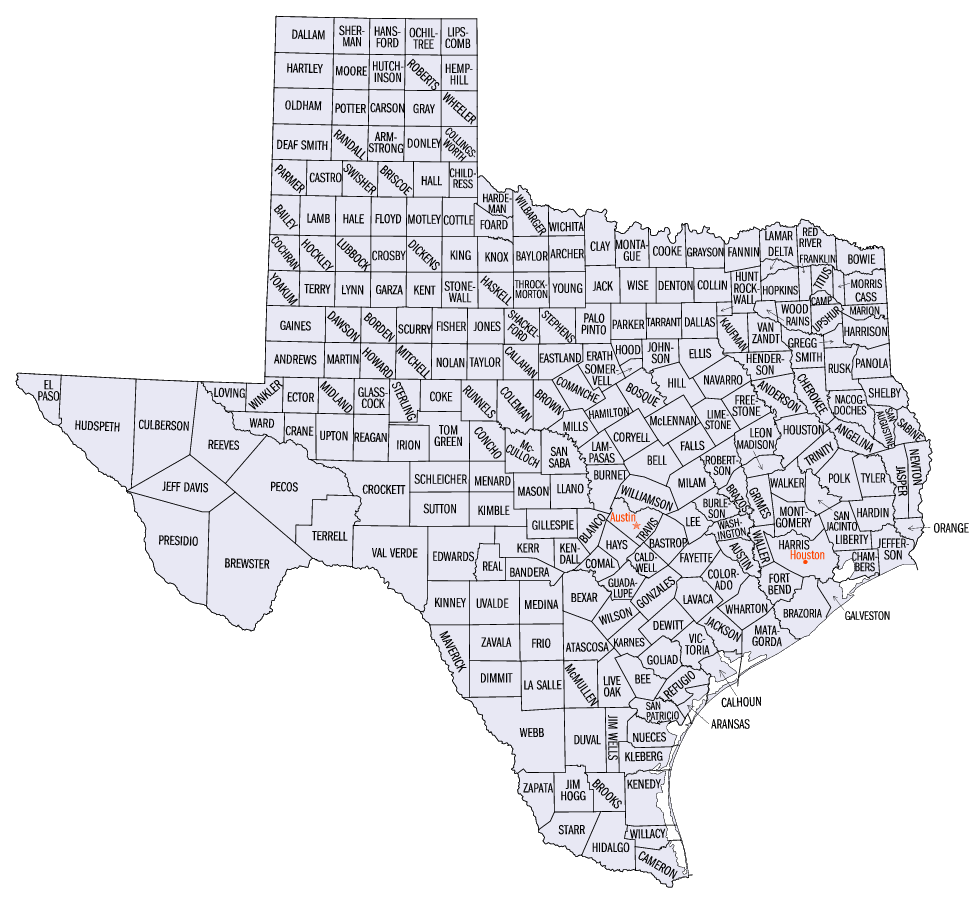
خارطة مقاطعات تكساس

موقع المقاطعة في ولاية تكساس

مقاطعة تشايلدريس (بالإنجليزية: Childress  County)‏ هي إحدى المقاطعات في ولاية تكساس، الولايات المتحدة الأمريكية، يبلغ عدد سكانها 7,041 نسمة طبقا لإحصاء عام 2010 .